# Liste des présidents du conseil départemental du Gard
Le président du conseil départemental du Gard est élu par le conseil départemental, ancien conseil général. En 2011, il est élu pour 3 ans, en raison de la réforme territoriale prévue en 2014. Le mandat de l'assemblée est étendu en 2013 d'un an ; le prochain renouvellement a donc lieu en 2015, et voit l'élection du premier président du nouveau conseil départemental, Denis Bouad.

## Présidents

### Conseil général
- 1833 : Henri Meynadier[1]
- 1834 : ?
- 1835 : Achille de Daunant[2]
- 1836 : Sébastien Sibour[3]
- 1837 : ?

| Identité                                       | Période         | Période | Durée  |
| Identité                                       | Début           | Fin     | Durée  |
| ---------------------------------------------- | --------------- | ------- | ------ |
| Eugène de Chazelles-Chusclan (d) (1801 - 1883) | 1838            | 1838    |        |
| Guillaume Viger (1792 - 1849)                  | 1839            | 1839    |        |
| Charles Teste (né en 1805)                     | 1840            | 1840    |        |
| Henri Meynadier (1778 - 1847)                  | 1841            | 1841    |        |
| Achille de Daunant (1786 - 1867)               | 1842            | 1842    |        |
| Charles Teste (né en 1805)                     | 1843            | 1844    | 1 an   |
| Achille de Daunant (1786 - 1867)               | 1845            | 1845    |        |
| Guillaume Viger (1792 - 1849)                  | 1846            | 1846    |        |
| Achille de Daunant (1786 - 1867)               | 1847            | 1847    |        |
| Alphonse Boyer (d) (1799 - 1866)               | 1848            | 1848    |        |
| Charles de Larcy (1805 - 1882)                 | 1849            | 1849    |        |
| Alphonse Boyer (d) (1799 - 1866)               | 1850            | 1850    |        |
| Charles de Surville (1803 - 1868)              | 1851            | 1851    |        |
| Léonce Curnier (1813 - 1894)                   | 1852            | 1853    | 1 an   |
| Numa Baragnon (1797 - 1871)                    | 1854            | 1856    | 2 ans  |
| Charles de Sibert de Cornillon (1800 - 1864)   | 1857            | 1864    | 7 ans  |
| Paulin Talabot (1799 - 1885)                   | 1865            | 1870    | 5 ans  |
| Louis Laget (1821 - 1882)                      | 1871            | 1874    | 3 ans  |
| François de Chabaud-Latour (1804 - 1885)       | 1874            | 1878    | 4 ans  |
| Rodolphe-Ernest de Fontarèches (1796 - 1886)   | 1878            | 1879    | 1 an   |
| Louis Laget (1821 - 1882)                      | 1879            | 1880    | 1 an   |
| Jules Cazot (1821 - 1912)                      | 1880            | 1883    | 3 ans  |
| François Perrier (1833 - 1888)                 | 1883            | 1888    | 5 ans  |
| Pierre Meinadier (1811 - 1896)                 | 1888            | 1893    | 5 ans  |
| Alfred Silhol (1829 - 1912)                    | 1893            | 1901    | 8 ans  |
| Georges Bonnefoy-Sibour (1849 - 1918)          | 1901            | 1918    | 17 ans |
| Louis Mourier (1873 - 1960)                    | 1918            | 1940    | 22 ans |
| Vacant                                         | 1940            | 1945    | 5 ans  |
| Georges Bruguier (1884 - 1962)                 | 1945            | 1951    | 6 ans  |
| Ernest Matet (1886 - 1961)                     | 1951            | 1957    | 6 ans  |
| Léon Castanet (1884 - 1961)                    | 1957            | 1961    | 4 ans  |
| Paul Béchard (1899 - 1982)                     | 1961            | 1973    | 12 ans |
| Robert Gourdon (1914 - 1979)                   | 1973            | 1979    | 6 ans  |
| Gilbert Baumet (né en 1943)                    | 1979            | 1982    | 3 ans  |
| Georges Benedetti (1930 - 2018)                | 1982            | 1982    |        |
| Gilbert Baumet (né en 1943)                    | 1982            | 1994    | 12 ans |
| Alain Journet (né en 1941)                     | 1994            | 2001    | 7 ans  |
| Damien Alary (né en 1951)                      | 31 mars 2001    | 2014    | 13 ans |
| Jean Denat (d) (né en 1955)                    | 16 octobre 2014 | 2015    | 1 an   |

### Conseil départemental
| Identité                                 | Période      | Période  | Durée |
| Identité                                 | Début        | Fin      | Durée |
| ---------------------------------------- | ------------ | -------- | ----- |
| Denis Bouad (né en 1952)                 | 2 avril 2015 | 2020     | 5 ans |
| Françoise Laurent-Perrigot (née en 1950) | 2020         | En cours | 5 ans |

## Élections des présidents
Le 31 mars 2011, Damien Alary est réélu face à Patrick Vacaris.
Le 16 octobre 2014, Jean Denat prend la tête du conseil général par 33 voix et sans adversaire.
Le 2 avril 2015, Denis Bouad est élu au 3e tour par 22 voix contre 4 à Nicolas Meizonnet (Laurent Burgoa ayant entre-temps retiré sa candidature). 
Le 27 novembre 2020, s'opposent Joëlle Murré, Richard Tibérino et Françoise Laurent-Perrigot ; au second tour, Laurent-Perrigot est seule en lice ; au troisième, elle bat Nicolas Meizonnet.